# 보이드 리눅스
보이드 리눅스(Void Linux)는 처음부터 새로 설계되고 구현된 XBPS(X 바이너리 패키지 시스템) 패키지 관리자와 runit init 시스템을 사용하는 독립적인 리눅스 배포판이다. 바이너리 커널 blob을 제외하고 기본 설치본은 온전히 자유 소프트웨어로 구성되어 있으나 사용자는 사유 소프트웨어 설치를 위해 공식 비자유 저장소에 접근이 가능하다.

## 역사
보이스 리눅스는 2008년 NetBSD의 전 개발자인 Juan Romero Pardines가 XBPS 패키지 관리자의 테스트베드를 갖추기 위해 개발한 것이다. xbps-src를 사용하여 소스로부터 패키지를 네이티브하게 빌드하는 기능은 pkgsrc와 기타 BSD 포츠 컬렉션의 영향을 받았을 가능성이 있다.
2022년 4월 기준으로 보이드는 10점 만점 중 9.09점을 받으면서 디스트로워치에서 3번째로 높은 점수를 받은 프로젝트로 기록되었다.